# Grimmia torquata
Grimmia torquata (deutsch Gedrehtes Kissenmoos oder Dreh-Kissenmoos) ist eine Laubmoos-Art aus der Familie Grimmiaceae.

## Merkmale
Grimmia torquata bildet dichte, weiche, leicht zerfallende, oben gelbgrüne, innen dunkelbraune Polster. Die Pflanzen sind aus niederliegender Basis aufrecht, verzweigt und werden bis 5 Zentimeter groß. Ein Zentralstrang im Stämmchenquerschnitt fehlt oder ist nur angedeutet. Die Blätter sind bis 1,6 Millimeter lang, trocken gekräuselt und gedreht, feucht aufrecht abstehend. Sie sind aus ovalem Blattgrund länglich lanzettlich, stark gekielt und allmählich in die Spitze verschmälert. Eine Glasspitze ist kurz und glatt oder kann auch fehlen. Die Blattrippe endet in oder kurz vor der Blattspitze. Die Blattzellen sind unten verlängert rechteckig mit oft buchtigen Zellwänden, am Rand sind ein bis zwei Zellreihen hyalin und glatt. In der oberen Blatthälfte sind die Zellen unregelmäßig rundlich-quadratisch, buchtig und dickwandig. Die Blätter sind fast durchgehend einzellschichtig, nur in der Blattspitze können die Ränder gelegentlich zweizellschichtig sein.
Die Geschlechterverteilung ist diözisch. Sporophyten sind in Europa unbekannt. Für die vegetative Vermehrung werden an der Rückseite der Blattrippe mehrzellige, runde, braune Brutkörper gebildet.

## Verbreitung
Weltweit gibt es Vorkommen in Europa, in Teilen von Asien, Nordamerika, Grönland, in Madeira, auf den Kanaren und auf Hawaii. Im südlichen Europa gibt es sie nur in den höheren Gebirgen. In Deutschland kommt die Art im Südschwarzwald zerstreut vor, ist in anderen Mittelgebirgen mit Silikatgestein sehr selten und fehlt in den übrigen Gebieten. In Österreich und der Schweiz lebt sie zerstreut in den Zentralalpen in Höhen ab etwa 1000 bis über 3000 Meter.

## Standortansprüche
Die Art wächst an feuchten, auch zeitweise überrieselten, schattigen, geschützten Stellen wie in Felsspalten und unter Felsüberhängen auf Silikatgestein, auf Sandstein oder auf Basalt.